# Goede Herderkerk (Borger)
De Goede Herderkerk is een kerk in Borger, gebouwd in 1961 naar een ontwerp van Egbert Reitsma.

## Beschrijving
De kerk bestaat eigenlijk uit twee gedeeltes. Het gedeelte voor de hoofdingang van de kerkzaal die gebruikt wordt als ontmoetingsplaats en tevens gebruikt wordt voor activiteiten en vergaderingen. Het gedeelte voor de kerkzaal is genaamd 't Anker. De kerk is gebouwd in 1961, daarna is de kerk al een keer verbouwd in 1980. Het gebouw kan je niet indelen in één bepaalde stijl. Het is meer een moderne kerk die zich volledig richt op het geloof en die niet zozeer in de architectuur van het gebouw betrekt. Je zou het gebouw alleen als kerk kunnen herkennen door het kruis midden op het dak, de woorden ‘De goede herder kerk’ op de voorkant en de ramen die uitgerust zijn met een voorstelling van een Bijbels verhaal.
De kerk bestond en bestaat nog steeds uit de kerkzaal die groter kan worden gemaakt als er een kerkdienst is. In het voorste gedeelte van de kerkzaal werden gewoonlijk kerkvergaderingen gehouden. 't Anker bestond uit een hal die bedoeld was als de uitloop van de kerk en tevens als koffieruimte. Links van deze hal was weer een gang met de garderobe voor ongeveer 700 mensen en de toiletten. In het midden van het gebouw stond de vierkante keuken met bar en zitgelegenheden. Aan de rechterkant van de koffieruimte zat een berging en een trap.

## Verbouwing
De reden van de verbouwing lag in het feit dat de gereformeerde en hervormde gemeente in Borger samen gingen. De gemeente wilde toen niet meer in een van de beide kerken zitten (de hervormde Dorpskerk of gereformeerde Goede Herderkerk) omdat dan altijd de ene helft van de gemeente het gevoel zou hebben bij de andere gemeente op visite te zijn. Ze zouden zich niet thuis voelen.
Daarom werden er drie opties onder de loep genomen:
1. Verbouwing van de Dorpskerk
2. Verbouwing van de Goede Herderkerk
3. Nieuwbouw

De eerste optie viel meteen af, omdat de Dorpskerk een monument is en daarom niet verbouwd mag worden. De derde optie werd in eerste instantie helemaal uitgewerkt, omdat men dat het beste leek, maar de gemeente Borger-Odoorn wilde het project niet meer financieren zodat de tweede optie overbleef.

## Symboliek

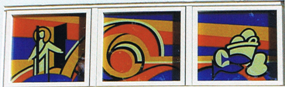
Brood en vis

In de Goede Herderkerk te Borger is veel symboliek gebruikt. Met name in de ramen aan de bovenkant van de kerkzaal. Aan de drie voorste zijden, zijn drie keer drie ramen te zien die voorzien zijn van “nieuwerwets glas in lood”. Dit zijn stukken gekleurd plastic wat op de ramen is geplakt, waardoor het glas in lood lijkt.
Op de drie ramen achter het preekgestoelte is in het middelste raam Jezus te zien en op de twee buitenste ramen schapen. Dit drieluik staat voor de eerste regel van psalm 23: “De Heer is mijn herder.”
De drie ramen aan de zuidkant laten de druivenrank (“Ik ben de wijnstok en gij zijt de ranken”) de Bijbel met het kruis (het geloof en bezinning) en de duif (de Heilige Geest) zien.
De drie resterende ramen laten de vijf broden en twee vissen zien, een spiraal en Jezus die door een geopende deur stapt.
Jezus die door de geopende deur stapt draagt de boodschap: “Ik ben de deur, de waarheid en het Leven.”
De spiraal staat voor Gods liefde, die eeuwig duurt en de vijf broden en twee vissen vullen dit aan met de boodschap: En nooit zal ophouden wat begonnen is.

## Delen van de kerk die verbouwd zijn
De uitbreiding is vooral gericht op het gebouw 't Anker. Aan de noordkant van het Anker is de hal bij de garderobe verlengd en er zijn twee zalen en een berging aangebouwd. De zaal die er al stond aan de noordwestelijke kant is vergroot en wordt nu de grote zaal genoemd.
De keuken, de toiletten en de kerkzaal zijn gemoderniseerd. De kerkzaal kan groter worden gemaakt. Er is nu een zuidelijke en oostelijke ingang naar 't Anker met parkeerplaatsen. De ingangen zien er modern uit met hun zwarte stenen en rode deuren. Ook de inrichting van 't Anker is op deze kleuren aangepast en wordt gecombineerd met de bruine houtkleur.
Ook is de ingang naar de kerkzaal vanaf de zuidelijke parkeerplaats verkort vanwege praktische redenen.
Ook is er een tuin aangelegd bij de ingangen van 't Anker.

## Obstakels tijdens de bouw
De verbouwing en uitbreiding begon in februari 2008, het jaar daarna was het zo ongeveer klaar. Het meeste sloopwerk werd door vrijwilligers gedaan.
Een werknemer van een bouwbedrijf te Borger is door een tragisch ongeval overleden. Hij viel van een plank op het dak de kelder in.